# L’Echiquier Châlonnais
L’Echiquier Châlonnais – francuski klub szachowy z siedzibą w Châlons-en-Champagne, mistrz kraju z 2010 roku.

## Historia
Klub został założony w 1946 roku. W 1977 roku wyeliminował CE Strasbourg w Pucharze Francji. W 2007 roku zespół awansował do Nationale I. Rok później klub uzyskał awans do Top 16. W sezonie 2009 zespół zajął trzecie miejsce w mistrzostwach kraju. Rok później klub uzyskał mistrzostwo kraju. Kadrę drużyny stanowili wówczas Loek van Wely, Michał Krasenkow, Anisz Giri, Ilja Smirin, Romain Édouard, Ołeksandr Chuzman, Marie Sebag, Manuel Apicella, Sébastien Cossin, Jonathan Dourerassou i Matthieu Rigolot. W latach 2012–2013 klub zdobywał wicemistrzostwo Francji. W sezonie 2016 zespół spadł z najwyższej klasy rozgrywkowej. Od 2021 roku klub ponownie gra w pierwszej lidze francuskiej.

## Arcymistrzowie w historii klubu
- Thal Abergel[11]
- Darko Anić[12]
- David Antón Guijarro[13]
- Manuel Apicella[14]
- Aleksiej Barsow[15]
- Slim Belkhodja[15]
- Marin Bosiočić[16]
- Ołeksandr Chuzman[6]
- Matthieu Cornette[14]
- Alberto David[17]
- Salvador Gabriel Del Río Angelis[18]
- Josif Dorfman[19]
- Romain Édouard[7]
- Serhij Fedorczuk[13]
- Anisz Giri[7]
- Nils Grandelius[13]
- Gawain Jones[13]
- Anton Korobow[20]
- Michał Krasenkow[18]
- Tomi Nybäck[21]
- Fernando Peralta[15]
- Iván Salgado López[11]
- Marie Sebag[14]
- Ilja Smirin[18]
- Ivan Sokolov[17]
- Mihajlo Stojanović[18]
- Weselin Topałow[13]
- Loek van Wely[7]
- Paul Velten[13]